# Front populaire (Ukraine)
Pour les articles homonymes, voir Front populaire.
Le Front populaire (en ukrainien : Народний фронт, abrégé en NF) est un parti politique ukrainien, dirigé par Arseni Iatseniouk, fondé le 31 mars 2014. Le parti participe aux élections législatives du 26 octobre 2014 où il devient le parti ayant obtenu le plus de voix à la Rada. Selon le site officiel du parti, les principaux responsables sont : Arseni Iatseniouk, Tetiana Tchornovol, Oleksandr Tourtchynov, Andriy Paroubiy, Andri Teterouk, Arsen Avakov, Viktoria Sioumar, Iouri Bereza, Ievhen Deïdeï, Dmytro Tymtchouk, Roman Pytskiv, Anton Herastchenko et Mykhaïlo Havrylouk.

## Histoire
Le parti est enregistré auprès du ministère de la Justice ukrainien le 31 mars 2014 sous le nom d'Action populaire.
Arseni Iatseniouk et Oleksandr Tourtchynov sont mécontents que, le 21 août 2014, leur parti Union panukrainienne « Patrie » (Batkivchtchyna) désigne Ioulia Tymochenko comme tête de liste pour les élections législatives du 26 octobre 2014,. Le Front populaire tient son premier congrès le 10 septembre 2014. Lors de ce congrès, Arseni Iatseniouk est élu président du bureau politique et Oleksandr Tourtchynov, chef du bureau central. Plusieurs membres de haut rang des bataillons de défense territoriale de l'Ukraine, qui combattent dans la guerre du Donbass, sont membres du bureau militaire du parti. Dans son discours, Arseni Iatseniouk a appelé à « l'unification et l'unité de toutes les forces démocratiques » car ce sera « la recette de notre victoire ».

## Bureau politique
Selon le think-tank Central European Policy Institute, les membres du bureau politique sont :
- Arseni Iatseniouk : ancien Premier ministre ;
- Oleksandr Tourtchynov : ancien président de la Rada ;
- Arsen Avakov : ancien ministre de l’Intérieur ;
- Pavlo Petrenko : ancien ministre de la Justice ;
- Andriy Paroubiy : ancien secrétaire du Conseil de sécurité nationale et de la défense d'Ukraine, cofondateur du parti nationaliste et néonazi[9],[10] Parti social-national d'Ukraine ;
- Viatcheslav Kyrylenko : ancien ministre des Affaires sociales, ministre de la Culture et vice-Premier ministre, ancien député ;
- Lilia Hrynevytch : ancienne ministre de l'Éducation et de la Science, ancienne députée ;
- Tetiana Tchornovol : journaliste, ancienne porte-parole du parti d'extrême droite UNA-UNSO.

## Bureau militaire
Selon le site officiel du parti, les membres du bureau militaire sont :
- Oleksandr Tourtchynov : ancien président de la Rada ;
- Arsen Avakov : actuel ministre de l’Intérieur ;
- Andriy Paroubiy : ancien secrétaire du Conseil de sécurité nationale et de la défense d'Ukraine ;
- Sergueï Pachinski : député ;
- Andri Levous : adjoint du directeur du Service de sécurité d'Ukraine ;
- Dmitri Tymtchouk : lieutenant-colonel, coordinateur de la « Résistance de l'information » ;
- Andri Teterouk : commandant du bataillon « Миротворець » (Pacificateur) (uk) ;
- Ievhen Deïdeï : volontaire dans le bataillon « Kiev-1 » ;
- Iouri Bereza : commandant du bataillon de volontaires « Dniepr-1 » ;
- Andriy Biletsky : commandant du bataillon de volontaires « Azov » ;
- Konstantin Mateïtchenko : commandant du bataillon de volontaires « Donetsk » ;
- Roman Pytskiv : volontaire dans le bataillon « Tchernigov » ;
- Nikolaï Chvalia : volontaire dans le bataillon « Золоті ворота » (Golden Gate) (uk) ;
- Valentin Pikouline : commandant des forces spéciales de l'armée ukrainienne ;
- Nikolaï Semeniaka : vétéran de l'Afghanistan ;
- Mikhaïl Bodnar : commandant-adjoint du bataillon « im.Koultchytskoho » ;
- Igor Lapine : bataillon de défense territoriale « Aidar » ;
- Mikhaïl Havrylouk : soldat du bataillon « Київська Русь » (Rus de Kiev) (uk) ;
- Sergueï Sydoryne: commandant du bataillon « Natchvardiyi ».

## Résultats électoraux

### Élections législatives
| Année | Voix    | Mandats  | Rang | Gouvernement                                      |
| ----- | ------- | -------- | ---- | ------------------------------------------------- |
| 2014  | 22,17 % | 82 / 450 | 1er  | Iatseniouk II (2014-2016) et Hroïsman (2016-2019) |